# Glucuronolactone
Le glucuronolactone est un composant chimique produit naturellement dans le foie humain par le métabolisme du glucose. Il est aussi utilisé dans l'alimentation.

## Structure et propriétés

### Structure
Le glucuronolactone est une lactone (ester cyclique) dérivé de l'acide glucuronique. Contrairement au glucose, le Carbone 1 n'est pas asymétrique et ne se comporte pas en anomère.
Sa formule chimique est C6H8O6.

### Propriétés physiques
Le glucuronolactone est un solide incolore et inodore, soluble dans l'eau (257 g·L-1).

## Utilisation
On trouve le glucuronolactone dans quelques boissons énergisantes comme Red Bull, Monster Energy, Rockstar, Rumba, Burn, Red Rave et Celsius. La plupart de ces boissons contiennent de la caféine, mais on y a ajouté du glucuronolactone parce qu'il a la réputation de lutter contre la fatigue et d'apporter un sentiment de bien-être. Cependant, à une si haute dose que celle contenue dans les boissons énergisantes, une suspicion de toxicité rénale est évoquée.

## Santé

### Légende urbaine
Le glucuronolactone a fait parler de lui en raison d'une légende urbaine selon laquelle il s'agissait d'une substance fabriquée par le gouvernement américain pendant la guerre du Viêt Nam. Cette rumeur continue à prétendre qu'il a été interdit pour avoir causé plusieurs tumeurs mortelles au cerveau.
La fausseté de cette rumeur a depuis été démontrée, puisque l'article du British Medical Journal sur lequel elle s'appuie n'a jamais existé, et que la consommation n'en a jamais été interdite. En outre, aucun avertissement n'est paru sur le site Internet de la Food and Drug Administration concernant sa capacité à provoquer des tumeurs du cerveau ou d'autres maladies.

### Effets
Le glucuronolactone est suspecté de toxicité rénale.